# Guglielmo I d'Assia-Kassel
Guglielmo I d'Assia (Kassel, 3 giugno 1743 – Kassel, 27 febbraio 1821) è stato l'ultimo langravio d'Assia-Kassel con il nome di Guglielmo IX e il primo Principe Elettore d'Assia con quello di Guglielmo I.
Fu tra i fondatori e uno dei principali sponsor in Europa della Banca Rothschild.

## Biografia

### I primi anni

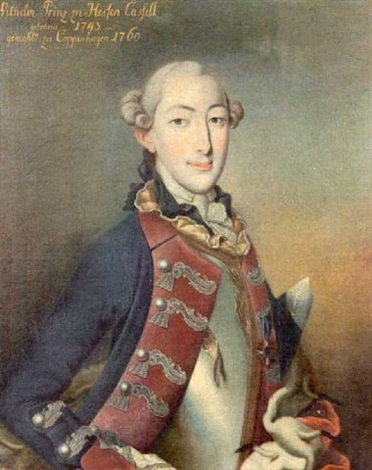
Il giovane Guglielmo d'Assia-Kassel in un ritratto del 1760

Guglielmo, nato a Kassel nel 1747, era il figlio maggiore tra quelli sopravvissuti del langravio Federico II d'Assia-Kassel e di sua moglie, la principessa Maria di Hannover, figlia di re Giorgio II e zia di re Giorgio III d'Inghilterra.
Il giovane Guglielmo iniziò i suoi studi presso l'Università di Göttingen e successivamente li completò in Danimarca.
Suo padre, il langravio Federico II (che morì nel 1785) aveva lasciato la famiglia nel 1747 quando aveva deciso di convertirsi al cattolicesimo da calvinista qual era e nel 1755 si era formalmente separato dalla moglie. Il padre di Federico II, Guglielmo VIII, non sopportò mai questo oltraggio del figlio e decise comunque di garantire alla nuora ed ai suoi nipoti di che vivere agiatamente, concedendo loro la reggenza della contea di Hanau da poco inclusa nei domini dell'Assia-Kassel. Il giovane principe Guglielmo venne quindi formalmente investito del dominio di Hanau, a sud dei territori dell'Assia, presso Francoforte, sotto la reggenza della madre, rimanendovi assieme ai due fratelli minori sino al 1747 quando si spostò col resto dei suoi parenti protestanti in Danimarca, dove si preoccupò di prendersi cura di sua sorella, Luisa, la quale morì comunque poi nel 1751.

Stemma della contea di Hanau sotto la reggenza di Guglielmo d'Assia-Kassel

Guglielmo, nel 1763 sposò la sua prima cugina, la principessa Guglielmina Carolina di Danimarca (1747-1820), figlia secondogenita di re Federico V di Danimarca e Norvegia e della moglie di questi, la regina Luisa di Hannover. La coppia rimase perlopiù in Danimarca, sino al 1785 quando ritornò a Kassel quando Guglielmo venne chiamato a succedere al padre nel langraviato. Per quanto il suo matrimonio con Guglielmina Carolina di Danimarca fosse stato descritto anche dai contemporanei come felice, l'eccessiva distanza della moglie portò il futuro langravio a crearsi nel giro di pochi anni dalla celebrazione delle nozze, un notevole giro di amanti, pur non separandosi mai dalla propria sposa. Dalle sue avvenute amorose, Guglielmo ebbe oltre venti figli illegittimi, dei quali si occupò ad ogni modo attivamente per tutta la sua vita, destinando loro copiose somme di denaro. Tra le più influenti delle sue favorite si ricorda Karoline von Schlotheim che ottenne da lui il titolo di contessa di Hessenstien. Da Rosa Dorothea Ritter, ebbe tra gli altri Julius Jacob von Haynau che intraprenderà la carriera militare e diventerà un noto generale austriaco nel corso dell'Ottocento.
Ancora giovanissimo, intraprese la carriera militare, dapprima al fianco di suo zio Federico V di Danimarca, seguendolo nelle campagne della guerra dei Sette anni e poi ponendosi al servizio della Prussia. Seguì quest'ultima potenza nelle campagne militari che si svolsero nel corso della guerra di successione bavarese (1778–1779). Nel 1776 assistette il padre nelle sue operazioni di concessione di truppe dietro pagamento all'Inghilterra per l'impiego delle stesse nelle guerre della rivoluzione americana.

### Il regno

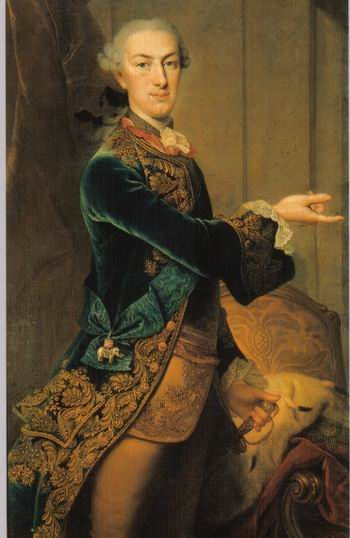
Guglielmo IX d'Assia-Kassel in un ritratto di Carl Gustaf Pilo.

Alla morte del padre, il 31 ottobre 1785, Guglielmo gli succedette al trono come langravio d'Assia-Kassel, col nome di Guglielmo IX, e fece ritorno stabilmente a Kassel.
Il governo di Guglielmo venne segnato per tutta la sua vita dal mantenimento dei principi dell'assolutismo illuminato, lasciandosi largamente influenzare dalle proprie amanti anche nelle scelte politiche e dalla presenza di un discusso mercenariato dei soldati assiani, già praticato da suo padre e da suo nonno, che però garantiva costanti entrate allo stato.

Tra le prime azioni di Guglielmo al governo, nel 1787 vi fu l'invasione della contea di Schaumburg-Lippe che egli occupò formalmente ritenendo di vantare dei diritti sul territorio, ma in realtà approfittando del fatto che il dominio era retto ca un consiglio di reggenza il nome del legittimo sovrano, Giorgio Guglielmo di Schaumburg-Lippe, di appena due anni. La reggente, Giuliana d'Assia-Philippsthal, sostenuta dal consiglio imperiale e dalla Prussia, riuscì a riottenere l'indipendenza e a far retrocedere Guglielmo dai suoi intenti. La Prussia, ad ogni modo, lo promosse suo feldmaresciallo, comprendendo l'importanza del ruolo centrale che il suo stato avrebbe avuto nell'ambito della guerra che ormai si profilava come imminente con la Francia. 

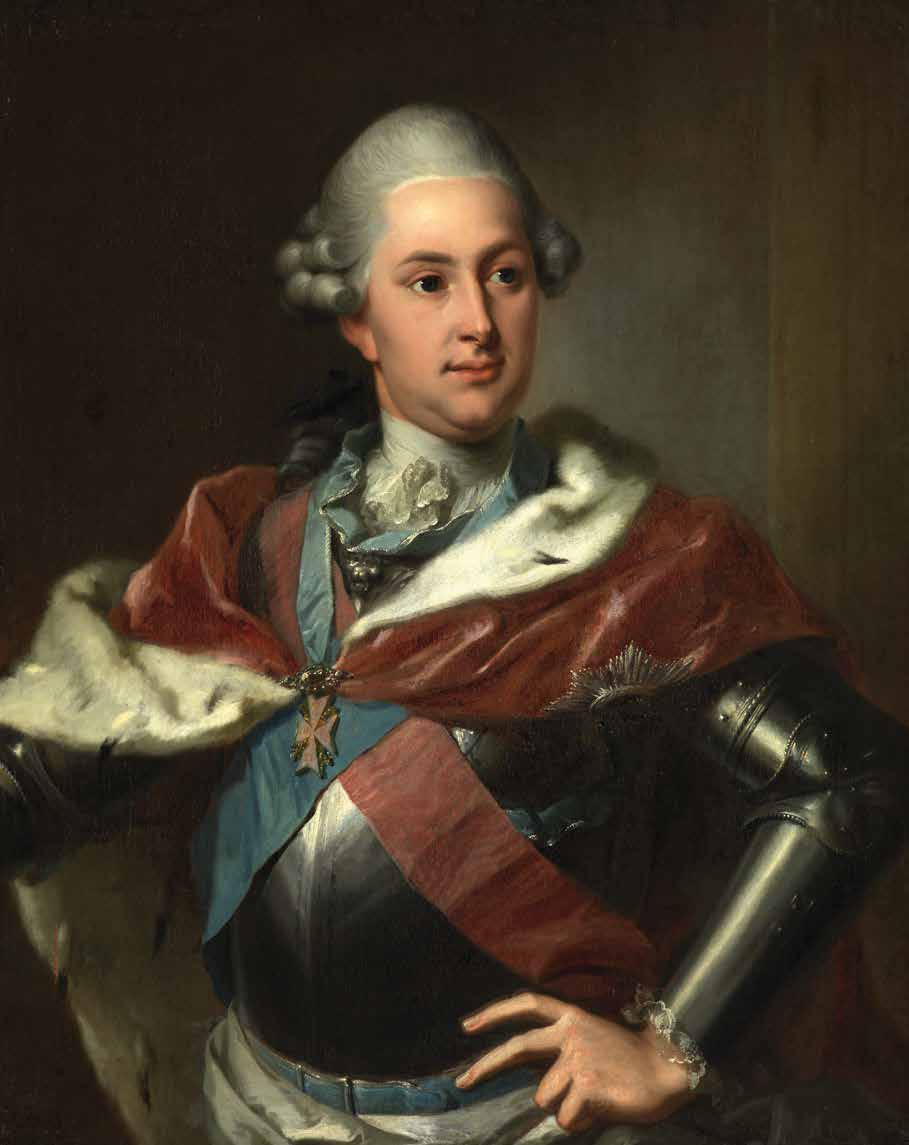
Guglielmo I d'Assia in un ritratto d'epoca eseguito da Anton Wilhelm Tischbein

Egli infatti prese parte a tutte le guerre di coalizione anti-francesi che si ebbero a partire dal 1791, opponendosi strenuamente agli ideali della Rivoluzione Francese. Nel 1792, concesse in affitto delle proprie truppe al Regno Unito, operazione che ripeté nuovamente nel 1793 per le battaglie che si svolsero nelle Fiandre contro i francesi. Con il Trattato di Basilea dell'agosto del 1795, perse una piccola parte dei propri domini sulla riva destra del Reno, ma ottenne in compensazione alcune aree appartenute all'elettorato di Magonza e la ricca città di Gelnhausen, per quanto questa fosse stata da tempo riconosciuta come libera città imperiale. Nel 1797 venne nominato governatore militare della cittadella di Wesel.
Guglielmo viene inoltre ricordato dalla storiografia per aver preso assunto al proprio servizio il noto banchiere e finanziere ebreo Mayer Amschel Rothschild per prendersi cura delle questioni pendenti circa le sue proprietà private e la tematica della tassazione sul suo territorio, concedendogli di fondare la Banca Rotschild, che però pur essendo stata designata a questo ruolo sin dal 1775, non venne riconosciuta sino al 1801. Grazie alla fondazione di questa banca da lui patrocinata, Guglielmo riuscì a nascondere gran parte delle fortune ereditate da suo padre dalle razzie operate da Napoleone Bonaparte sul territorio tedesco, conservandole sino alla Restaurazione. Egli utilizzò anzi tale denaro trasferendolo a Londra tramite Nathan Mayer Rothschild ed investendolo a favore dei nemici della Francia, in primis per gli inglesi e poi per gli insurrezionisti portoghesi e spagnoli. Gli interessi su tali somme arricchirono anche il Rotschild che in breve tempo divenne più ricco del suo stesso patrono.

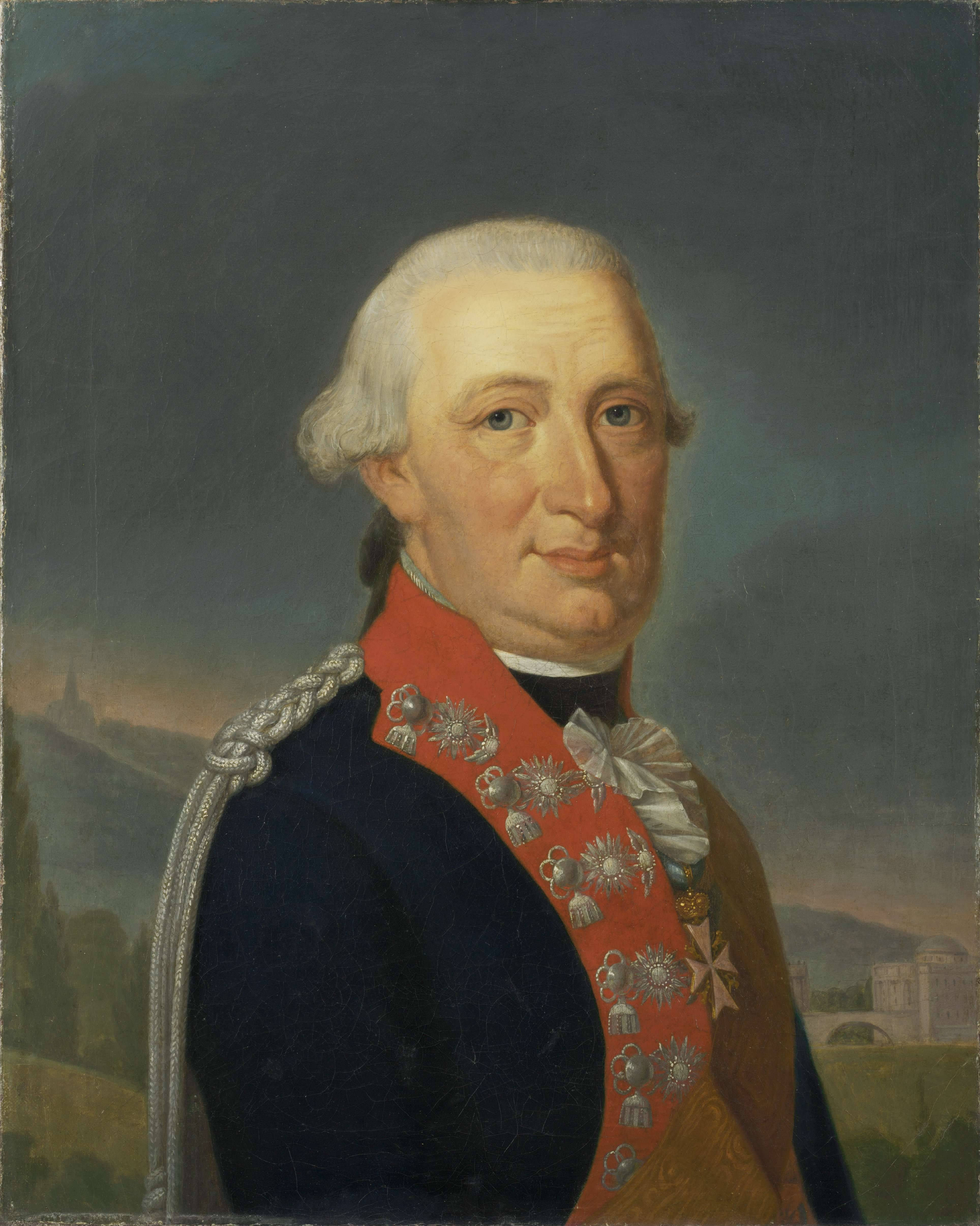
Guglielmo I d'Assia-Kassel in un ritratto di Johann Friedrich Bury del 1812

Nel 1803 Guglielmo ottenne il titolo di principe elettore d'Assia dall'imperatore, ma già dal 1806, dopo la battaglia di Jena, il suo territorio venne annesso dal Regno di Vestfalia, governato da Girolamo Bonaparte, fratello di Napoleone, mentre la parte meridionale del paese (composta dalla contea di Hanau-Münzenberg), venne inizialmente retta da un governo militare francese per poi venire inclusa nel Granducato di Francoforte (filo-napoleonico) tra il 1810 ed il 1813. In un primo momento Guglielmo tentò di mediare alla situazione tramite un suo cugino, Carlo Costantino d'Assia-Rheinfels-Rotenburg, il quale a suo tempo era divenuto generale nell'esercito rivoluzionario francese, ma senza successo e pertanto venne costretto ad intraprendere la via dell'esilio alla volta del territorio dell'Holstein, nell'attuale Danimarca, dove Guglielmo trovò inizialmente rifugio; successivamente ripiegò a Itzehoe e infine si portò a Praga dove rimase sino a quando i francesi non vennero cacciati dai confini della Germania, tentando senza successo di riorganizzare le proprie forze e rientrare nei propri domini nel 1809. All'entrata dei francesi nella città di Kassel, diede ordine al capitano Wilhelm Mensinges di disporre della salvezza del suo denaro all'esterno tramite i Rotschild. Nel 1806, Guglielmo aveva sottoscritto con Napoleone un trattato di neutralità che avrebbe dovuto mantenere il suo stato al di fuori dei contrasti tra la Francia e le altre potenze del blocco centrale europeo, ma dopo la battaglia di Vienna e quella di Jena a cui seguì la pace di Tilsit, il Bonaparte decise comunque di infrangere l'accordo invadendo il territorio tedesco dell'elettore d'Assia. La decisione del Bonaparte di occupare militarmente i suoi territori, era stata dettata essenzialmente dal suo netto rifiuto ad entrare a far parte della Confederazione del Reno che riuniva i principati tedeschi che avevano deciso di sottomettersi alla Francia napoleonica, conservando in cambio i loro titoli e le loro dignità. A seguito della sconfitta delle armate napoleoniche nella Battaglia di Lipsia, venne restaurato nel 1813, e rimase al governo del suo stato sino alla sua morte.

### La Restaurazione e gli ultimi anni

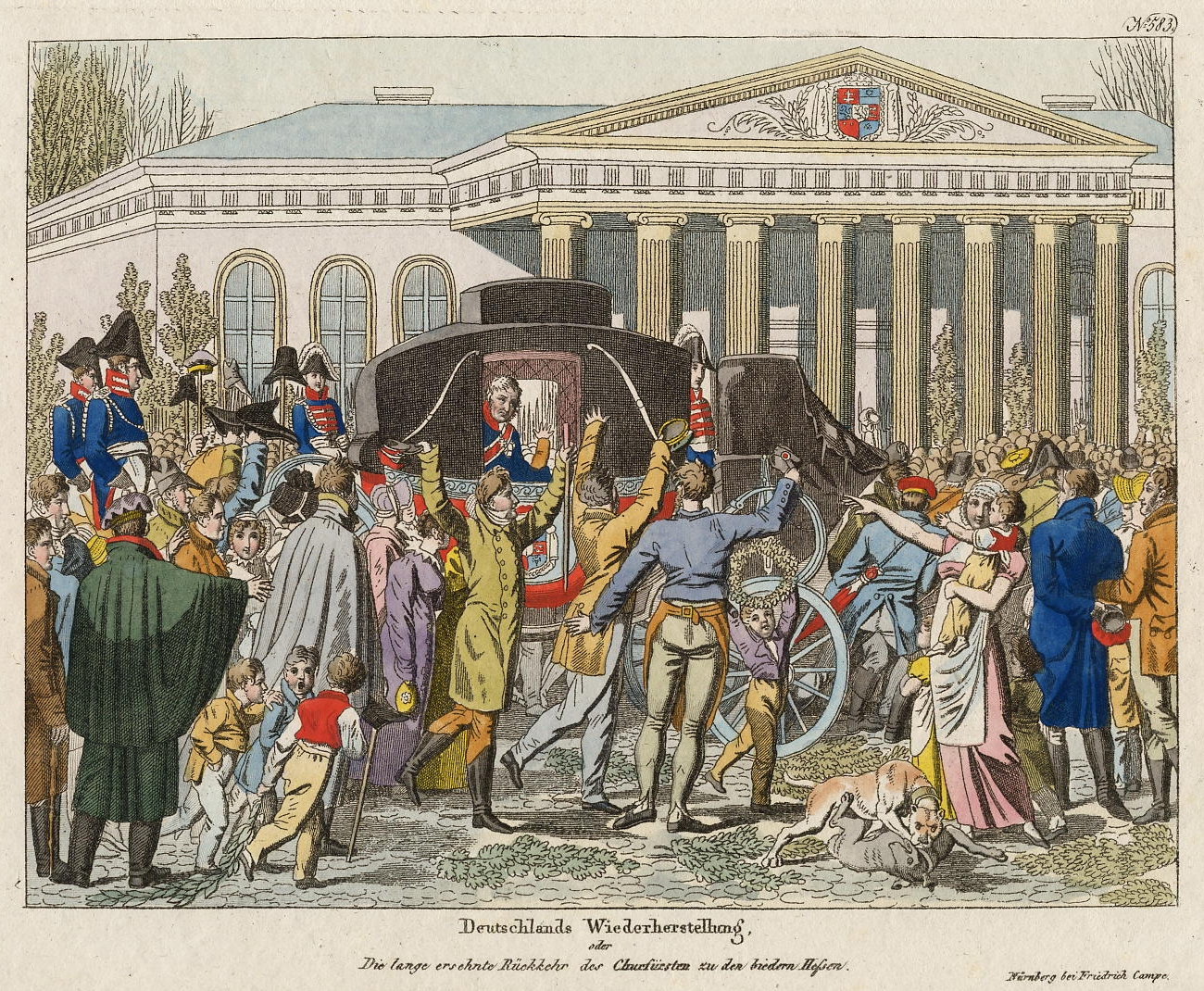
Stampa dell'epoca che celebra la restaurazione di Guglielmo I d'Assia-Kassel al suo trono

Durante i lavori del Congresso di Vienna, molti altri principi tedeschi ottennero la qualifica di re e lo stesso Guglielmo tentò di farsi riconoscere il titolo di re dei Chatti, antico popolo che abitava l sue terre. Ad ogni modo le potenze europee si rifiutarono di riconoscere tale titolo al Congresso di Aquisgrana del 1818, garantendogli invece il titolo di granduca e la qualifica di "Altezza Reale". Ritenendo a questo punto che il titolo di principe elettore fosse superiore per dignità e grado a quello di granduca, Guglielmo cortesemente rifiutò l'onorificenza concessagli preferendo rimanere elettore, sebbene dopo la dissoluzione del Sacro Romano Impero nel 1806 non vi fosse più alcun imperatore da eleggere. Gli venne concesso inoltre il titolo onorifico di granduca di Fulda dopo la mediatizzazione del territorio della celebre ed antica abbazia.
Guglielmo I, ritornato sul trono, annullò tutte le riforme apportate dal governo napoleonico sul suo territorio (prima tra tutte l'applicazione del codice napoleonico), ripristinando una serie di riforme ormai anacronistiche, reazionarie e conservatrici come ad esempio l'uso delle parrucche bianche, e con questa politica contraria ad ogni forma di cambiamento si alienò la nascente borghesia. Invalidò inoltre tutti gli accordi di compravendita sottoscritti durante il regno di Vestfalia e si rifiutò di dar seguito ad una costituzione, per quanto abbia creato delle leggi nazionali durante il suo governo da sovrano restaurato. Tali atteggiamenti, secondo gli storici, saranno alla base dello scoppio di alcuni moti insurrezionisti anche a Kassel nel 1830, sotto il governo di suo figlio.
A Kassel, Guglielmo fece realizzare estesi ampliamenti nel Bergpark Wilhelmshöhe e nel Löwenburg. Fece costruire parallelamente un nuovo castello monumentale, il castello di Chattenburg, iniziato nel 1817 sul sito dell'antico castello dei langravi dell'area, distrutto da un incendio nel 1811 e completamente demolito nel 1816 per fare spazio alla nuova costruzione. Il cantiere ad ogni modo venne interrotto dopo la sua morte.
Alla sua morte, avvenuta a Kassel nel 1821, gli succedette il figlio primogenito Guglielmo. La sua salma venne sepolta nella cripta del castello di Chattenburg.
Fu membro della Tugendbund, una società segreta quasi-massonica fondata dopo la Battaglia di Jena nel giugno del 1808 a Königsberg.

## Eredi

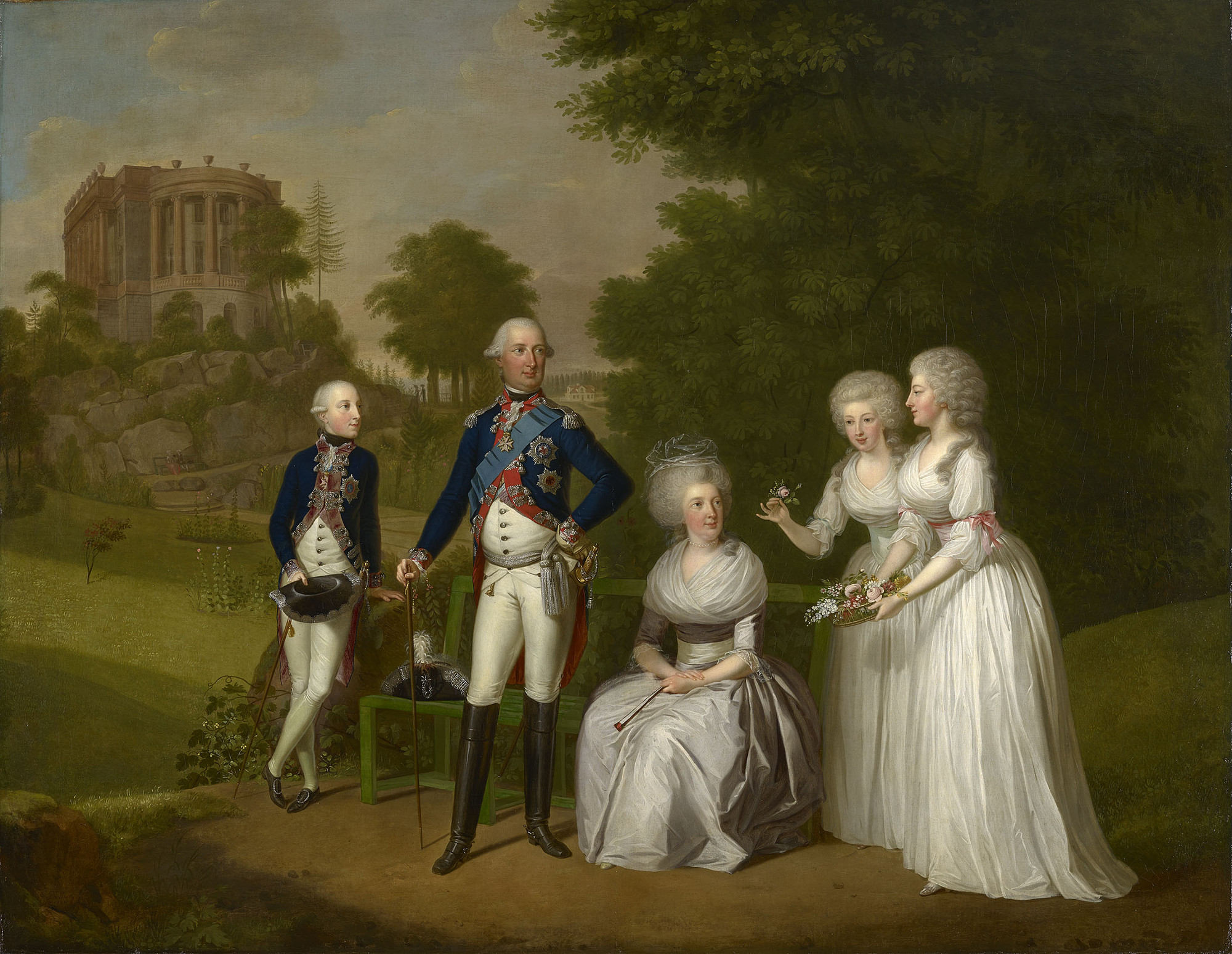
Guglielmo I, sua moglie Guglielmina Carolina ed i loro figli, Guglielmo, Maria Federica e Carolina Amalia.

Dal matrimonio con Carolina Guglielmina nacquero i seguenti figli:
- Maria Federica (1768-1839), sposò Alessio Federico Cristiano di Anhalt-Bernburg
- Carolina Amalia (1771-1848), sposò Augusto di Sassonia-Gotha-Altenburg
- Federico (1772-1784)
- Guglielmo (1777–1847).

Il langravio ebbe anche numerose amanti e fu padre di oltre una ventina di figli illegittimi successivamente legittimati.
Con la sua amante Charlotte Christine Buissine:
- Wilhelm von Heimrod (1775–1811)
- Karl von Heimrod (1776–1827)
- Friedrich von Heimrod (n. e m. 1777)
- Friedrich von Heimrod (1778–1813)

Con la sua amante Rosa Dorothea Ritter (1759–1833):
- Wilhelm Karl von Hanau (1779–1856), generale luogotenente dell'Assia
- George Wilhelm von Hanau (1781–1813)
- Philipp Ludway von Hanau (1782–1843), consigliere reale segreto del Baden
- Wilhelmine von Hanau (1783–1866), sposò il primo ministro Carl von Hanstein (1772–1861)
- Moritz von Hanau (1784–1812)
- Marie Sophie von Hanau (1785–1865), sposò nel 1805 il barone Wilhelm von Wintzingerode (1782-1819)
- Julius Jacob von Haynau (1786–1853), generale austriaco
- Otto von Hanau (1788–1791)

Con la sua amante Karoline von Schlotheim (1766–1847):
- Wilhelm Friedrich von Hessenstein (1789–1790)
- Wilhelm Karl von Hessenstein (1790–1867), canonico a Minden, Halberstadt e Cammin, secolarizzato, divenne consigliere reale del Meclemburgo-Schwerin e sposò la contessa Angelika von der Osten-Sacken
- Ferdinand von Hessenstein (1791–1794)
- Karoline von Hessenstein (1792–1797)
- Auguste von Hessenstein (1793–1795)
- Ludwig Karl von Hessenstein (1794–1857), ciambellano del re di Prussia, sposò nel 1818 la contessa Auguste Wilhelmine von Pückler-Groditz
- Friederike von Hessenstein (1795–1855), sposò Wilhelm von Steuber
- Wilhelm Ludwig von Hessenstein (1800–1836), ciambellano d'Assia, sposò in prime nozze Luise von dem Bussche-Hünnefeld, in seconde nozze Karoline Wolff von Gudenberg
- Friedrich Ludwig von Hessenstein (1803–1805)
- Karoline von Hessenstein (1804–1891), sposò nel 1822 Carl von Stenglin
- un/una figlio/a (?-?)
- un/una figlio/a (?-?)
- un figlio (1807-?)

## Ascendenza
|                                       |                            |                                          | Genitori                                                  |  |  | Nonni |  |  | Bisnonni               |  |  | Trisnonni                   |  |
|                                       |                            |                                          |                                                           |  |  |       |  |  | Carlo I d'Assia-Kassel |  |  | Guglielmo VI d'Assia-Kassel |  |
|                                       |                            |                                          |                                                           |  |  |       |  |  | Carlo I d'Assia-Kassel |  |  | Guglielmo VI d'Assia-Kassel |  |
|                                       |                            | Edvige Sofia di Brandeburgo              |                                                           |  |  |       |  |  | Carlo I d'Assia-Kassel |  |  |                             |  |
| Guglielmo VIII d'Assia-Kassel         |                            |                                          |                                                           |  |  |       |  |  | Carlo I d'Assia-Kassel |  |  |                             |  |
|                                       |                            | Amalia di Curlandia                      | Giacomo Kettler                                           |  |  |       |  |  |                        |  |  |                             |  |
|                                       |                            | Amalia di Curlandia                      | Giacomo Kettler                                           |  |  |       |  |  |                        |  |  |                             |  |
|                                       |                            | Amalia di Curlandia                      | Luisa Carlotta di Brandeburgo                             |  |  |       |  |  |                        |  |  |                             |  |
| Federico II d'Assia-Kassel            |                            | Amalia di Curlandia                      |                                                           |  |  |       |  |  |                        |  |  |                             |  |
|                                       |                            | Maurizio Guglielmo di Sassonia-Zeitz     | Maurizio di Sassonia-Zeitz                                |  |  |       |  |  |                        |  |  |                             |  |
|                                       |                            | Maurizio Guglielmo di Sassonia-Zeitz     | Maurizio di Sassonia-Zeitz                                |  |  |       |  |  |                        |  |  |                             |  |
|                                       |                            | Maurizio Guglielmo di Sassonia-Zeitz     | Dorotea Maria di Sassonia-Weimar                          |  |  |       |  |  |                        |  |  |                             |  |
| Dorotea Guglielmina di Sassonia-Zeitz |                            | Maurizio Guglielmo di Sassonia-Zeitz     |                                                           |  |  |       |  |  |                        |  |  |                             |  |
|                                       |                            | Maria Amalia di Brandeburgo              | Federico Guglielmo I di Brandeburgo                       |  |  |       |  |  |                        |  |  |                             |  |
|                                       |                            | Maria Amalia di Brandeburgo              | Federico Guglielmo I di Brandeburgo                       |  |  |       |  |  |                        |  |  |                             |  |
|                                       |                            | Maria Amalia di Brandeburgo              | Sofia Dorotea di Schleswig-Holstein-Sonderburg-Glücksburg |  |  |       |  |  |                        |  |  |                             |  |
| Guglielmo I d'Assia-Kassel            |                            | Maria Amalia di Brandeburgo              |                                                           |  |  |       |  |  |                        |  |  |                             |  |
|                                       | Giorgio I di Gran Bretagna | Ernesto Augusto di Brunswick-Lüneburg    |                                                           |  |  |       |  |  |                        |  |  |                             |  |
|                                       | Giorgio I di Gran Bretagna | Ernesto Augusto di Brunswick-Lüneburg    |                                                           |  |  |       |  |  |                        |  |  |                             |  |
|                                       | Giorgio I di Gran Bretagna | Sofia del Palatinato                     |                                                           |  |  |       |  |  |                        |  |  |                             |  |
| Giorgio II di Gran Bretagna           | Giorgio I di Gran Bretagna |                                          |                                                           |  |  |       |  |  |                        |  |  |                             |  |
|                                       |                            | Sofia Dorotea di Celle                   | Giorgio Guglielmo di Brunswick-Lüneburg                   |  |  |       |  |  |                        |  |  |                             |  |
|                                       |                            | Sofia Dorotea di Celle                   | Giorgio Guglielmo di Brunswick-Lüneburg                   |  |  |       |  |  |                        |  |  |                             |  |
|                                       |                            | Sofia Dorotea di Celle                   | Éléonore d'Esmier d'Olbreuse                              |  |  |       |  |  |                        |  |  |                             |  |
| Maria di Hannover                     |                            | Sofia Dorotea di Celle                   |                                                           |  |  |       |  |  |                        |  |  |                             |  |
|                                       |                            | Giovanni Federico di Brandeburgo-Ansbach | Alberto II di Brandeburgo-Ansbach                         |  |  |       |  |  |                        |  |  |                             |  |
|                                       |                            | Giovanni Federico di Brandeburgo-Ansbach | Alberto II di Brandeburgo-Ansbach                         |  |  |       |  |  |                        |  |  |                             |  |
|                                       |                            | Giovanni Federico di Brandeburgo-Ansbach | Sofia Margherita di Oettingen-Oettingen                   |  |  |       |  |  |                        |  |  |                             |  |
| Carolina di Brandeburgo-Ansbach       |                            | Giovanni Federico di Brandeburgo-Ansbach |                                                           |  |  |       |  |  |                        |  |  |                             |  |
|                                       |                            | Eleonora Erdmuthe di Sassonia-Eisenach   | Giovanni Giorgio I di Sassonia-Eisenach                   |  |  |       |  |  |                        |  |  |                             |  |
|                                       |                            | Eleonora Erdmuthe di Sassonia-Eisenach   | Giovanni Giorgio I di Sassonia-Eisenach                   |  |  |       |  |  |                        |  |  |                             |  |
|                                       |                            | Eleonora Erdmuthe di Sassonia-Eisenach   | Giovannetta di Sayn-Wittgenstein                          |  |  |       |  |  |                        |  |  |                             |  |
|                                       |                            | Eleonora Erdmuthe di Sassonia-Eisenach   |                                                           |  |  |       |  |  |                        |  |  |                             |  |